# Typhaine Laurance
Pour les articles homonymes, voir Laurance.
Typhaine Laurance née le 28 août 1998 est une coureuse cycliste française, qui participe à des compétitions sur route et sur piste, En 2015 elle devient championne de France dans la catégorie juniors. Elle est championne de France de poursuite par équipes en 2017.

## Biographie
Typhaine Laurance est la fille de Franck Laurance, cycliste professionnel en 1995 et 1996, et de Manuella Le Cavil, trois fois championne de Bretagne de cyclisme.
Après avoir pratiqué l'équitation, la natation et la danse, elle commence le vélo à douze ans et débute en compétition en 2012. Son frère Axel est également cycliste.

## Carrière
En 2013, elle dispute sa première saison en catégorie cadettes et remporte les championnats de Bretagne sur route et de poursuite sur piste. Deux ans plus tard, elle entre en catégorie junior. Elle remporte cette année-là le championnat de France sur route de sa catégorie, après avoir pris la troisième place du contre-la-montre, le championnat de Bretagne sur route.
En équipe de France, elle est médaillée de bronze de la poursuite par équipes juniors aux championnats d'Europe en 2015 et aux championnats du monde en 2016.
En 2017, elle est championne de France de poursuite par équipes en catégorie élite avec Coralie Demay, Marie Le Net, Maryanne Hinault et Lucie Jounier.
Elle met un terme à sa carrière l'issue de la saison 2023.

## Palmarès sur route
- 2015
  -  Championne de France sur route juniors
  - 3e du championnat de France du contre-la-montre juniors
  - 3e du Chrono des Nations
- 2017
  - Championne de Bretagne sur route
- 2019
  - 2e du Tour de Charente-Maritime
- 2020
  - 2e du championnat de France du contre-la-montre espoirs

### Résultats sur les grands tours

#### Tour de France
1 participation
- 2023 : 120e

### Classements mondiaux
| Année                                 | 2018 | 2019 | 2020 | 2021 | 2022 | 2023  |
| ------------------------------------- | ---- | ---- | ---- | ---- | ---- | ----- |
| Classement UCI                        | 769e | nc   | 477e | 955e | 808e | 1122e |
|                                       |      |      |      |      |      |       |
| Légende : nc = non classéSource : UCI |      |      |      |      |      |       |

## Palmarès sur piste

### Championnats du monde
- Aigle 2016
  -  Médaillée de bronze de la poursuite par équipes juniors

### Championnats d'Europe
- 2015
  -  Médaillée de bronze de la poursuite par équipes juniors

### Championnats de France
- 2017
  -  Championne de France de poursuite par équipes (avec Coralie Demay, Marie Le Net, Maryanne Hinault et Lucie Jounier)
- 2018
  - 2e du championnat de France de poursuite par équipes
  - 3e du championnat de France de scratch